# Robinson Township
Robinson Township é uma Região censo-designada localizada no estado norte-americano da Pensilvânia, no Condado de Allegheny.

## Demografia
Segundo o censo norte-americano de 2000, a sua população era de 12.289 habitantes.

## Geografia
De acordo com o United States Census Bureau tem uma área de
38,7 km², dos quais 38,2 km² cobertos por terra e 0,5 km² cobertos por água.

## Localidades na vizinhança
O diagrama seguinte representa as localidades num raio de 8 km ao redor de Robinson Township.